# Marathon (jeu vidéo, 2025)
Pour les articles homonymes, voir Marathon.
Marathon est un jeu vidéo de tir tactique à la première personne multijoueur créé par le studio Bungie en 2025. Une date officielle de sortie est prévue pour le 23 septembre 2025.

## Trame
L’univers de Marathon s’inscrit dans la continuité de la trilogie originale et se déroule en l'an 2893 sur la planète Tau Ceti IV,.

## Développement
En avril 2025, Bungie annonce la sortie de son nouveau jeu Marathon pour le 23 septembre 2025 sur PS5, Xbox Series et PC. Il s'agit d'un FPS d'extraction en mode PvPvE (Joueur contre Joueur contre Environnement) uniquement disponible en mode multijoueur. Les joueurs doivent former une équipe de trois pour fouiller les mappes du jeu à la recherche d’armes et d’équipement puissants.
En avril 2025, le studio invite plusieurs milliers de joueurs à participer à un test fermé de sa version alpha. D'après un analyste du magazine d'affaires Forbes, la faible rétention du nombre de joueurs sur la durée du test est de mauvais augure pour le succès commercial du jeu à sa sortie.
Le 16 mai, le studio Bungie se retrouve au centre d'une polémique pour avoir repris des concepts d'une artiste indépendante sans son accord dans le jeu Marathon. Bungie reconnait une erreur et déclare prendre contact l'artiste.